# Samtgemeinde Hage
La Samtgemeinde Hage est une Samtgemeinde, c'est-à-dire une forme d'intercommunalité de Basse-Saxe, de l'arrondissement d'Aurich, dans le Nord de l'Allemagne. Elle regroupe cinq municipalités.